# Les filles aiment ça !
Pour plus de détails, voir Fiche technique et Distribution.
Les filles aiment ça ! (titre original : Die lustigen Vagabunden) est un film autrichien réalisé par Kurt Nachmann sorti en 1963.

## Synopsis
Le fils de millionnaire américain Peter Monk, dit Pitt, n'est pas particulièrement intéressé par l'argent. Il ne prend pas les dettes de jeu au tragique, mais réagit avec sensibilité lorsqu'un propriétaire de casino l'accuse de ne penser que superficiellement parce qu'il a l'argent de son père en garantie. Pitt fait spontanément le pari avec lui qu'il pourrait se rendre de Monte-Carlo à Sankt Georgenberg en Carinthie en une semaine sans argent, où un hôtel devait être ouvert. Un pari compte comme les dettes de jeu de Pitt, qui seront soit annulées, soit doublées. Pitt se voit attribuer un confident de son père, Peter Werner. Ensemble, ils partent en voiture.
La journaliste de potins Sybilla était également présente au pari et informe maintenant la propriétaire de la pension pour filles Petitpierre, Viktoria, qu'elle ne peut pas accompagner les filles lors d'un voyage en mer du Nord, car elle veut suivre l'histoire de Pitt. Les filles apprennent à leur tour que le fils d'un millionnaire veut voyager incognito à Sankt Georgenberg. Elles prévoient de l'intercepter pendant le voyage, au moins l'une d'entre elles devrait épouser un millionnaire. Deux escrocs qui viennent de s'introduire dans l'internat veulent aussi avoir le fils du millionnaire. Les filles détournent le bus de la mer du Nord vers l'Italie, où elles rencontrent les escrocs qui ont récupéré l'Américain Jerry Blackwell en chemin, qu'elles prennent pour Pitt. Ils voyagent avec lui d'abord jusqu'au comte Siebenthal et enfin jusqu'à Sankt Georgenberg, où ils arrivent le jour de l'ouverture de l'hôtel.
Pendant ce temps, Pitt est sorti avec Peter. La voiture tombe en panne au bout d'un moment, alors après une promenade, ils s'arrêtent à une aire de repos. Peter teste des pilules pour une société pharmaceutique qui confèrent différentes propriétés émotionnelles en fonction de la couleur. Il vient de prendre la pilule qui rend séduisant au moment où le pilote automobile Maltazzi et sa femme arrivent à l'aire de repos. Pendant que Peter courtise la femme de Maltazzi, Pitt répare sa voiture et se lance dans une course avec Maltazzi qu'il remporte. Entre-temps, Peter a rencontré la jeune Britta à l'aire de repos, qui vit à la pension Petitpierre mais n'est pas partie en Italie avec les autres filles. Elle emmène Peter et plus tard Pitt avec elle. Britta tombe amoureuse de Peter, qui est toujours très charmant en raison des effets des pilules. Lorsqu'il prend une nouvelle pilule qui le rend honnête et rationnel, Britta réagit avec irritation. Elle laisse les deux hommes à une station-service et s'en va. Pitt a laissé sa montre dans la voiture. Britta voit d'après la gravure qu'elle a eu affaire tout le temps au fils du millionnaire, mais elle pense que Peter est le fils, et retourne à la station-service. Cependant, Peter et Pitt ont déjà dit au revoir à l'employée de la station-service Helga.
Peter, Pitt et Helga se rendent à Hellbrunn, où Peter prend une pilule qui provoque des hallucinations. Il voit que Britta vient le voir et lui explique qu'elle les attend tous à Salzbourg, mais quand il se réveille, il pense que tout cela n'était qu'un rêve. Britta attend en vain à Salzbourg et se rend seule à Sankt Georgenberg. Peter, Pitt et Helga s'arrêtent dans un bar et s'engagent comme personnel. Ils essaient de convaincre la propriétaire de leur prêter sa jeep avec une pilule de charme, mais le bourgmestre s'assure que tous les trois soient enfermés dans le hangar de l'avion en tant que voleurs présumés. Les trois peuvent préparer un avion et le font décoller après avoir pris une pilule du courage.
Les couples se retrouvent à Sankt Georgenberg. Jerry se révèle être le faux Peter, mais a trouvé l'une des filles, Lona, qui l'aime tout autant. Selon les souhaits de son père, Pitt doit épouser la brésilienne Mina, qui tombe cependant amoureuse du comte Siebenthal. Pitt, Peter et Helga arrivent à l'hôtel à l'heure, Britta apprend la véritable identité de Peter, mais le prend néanmoins comme ami. Le père Monk finit par accepter une relation entre Helga et Pitt, qui à son tour obtient son premier vrai travail en tant que concepteur de voitures de course de Maltazzi.

## Fiche technique
- Titre : Les filles aiment ça !
- Titre original : Die lustigen Vagabunden
- Réalisation : Kurt Nachmann assisté de Günter Hoffmann
- Scénario : Kurt Nachmann, Jürgen von Alten
- Musique : Werner Scharfenberger
- Direction artistique : Wolf Witzemann
- Costumes : Gerdago
- Photographie : Werner M. Lenz
- Son : Herbert Janeczka
- Montage : Paula Dvorak
- Production : Wolfgang Birk
- Société de production : Wiener Stadthalle - Stadion Betriebs- und Produktions GmbH
- Société de distribution : Constantin Film
- Pays d'origine :  Autriche
- Langue : allemand
- Format : Couleur - 1,33:1 - Mono - 35 mm
- Genre : musical
- Durée : 91 minutes
- Dates de sortie :
  -  Allemagne de l'Ouest : 24 janvier 1963.
  -  France : 2 août 1963[1].
  -  France : 26 août 1963.

## Distribution
- Peter Kraus : Peter « Pitt » Monk
- Peter Vogel : Peter Werner
- Ann Smyrner : Helga
- Lill-Babs : Britta Lund
- Gus Backus : Jerry Blackwell
- Ljuba Welitsch : Viktoria Petitpierre
- Erika von Thellmann (de) : Sybilla
- Brigitte Wentzel : Lona
- Robert Lindner : le comte Siebenthal
- Rudolf Carl: le bourgmestre Korbinian
- Rolf Olsen: Maltazzi
- Evi Kent (de) : Trixi
- Paul Löwinger : Johann
- Paul Hörbiger : George
- Otto Schenk : Josef Specht
- Kurt Großkurth : le propriétaire de la taverne
- Helli Servi : la serveuse
- Anni Schönhuber : une fille
- Renate Bauer : une fille
- Joseph Egger : le pompiste Fuchsteufel
- Franz Stoß (de) : Lampides
- Georg A. Profé : un homme
- Johnny Dorelli : un chanteur
- Mina: Principessa Mina

## Production
Le scénariste Kurt Nachmann est persuadé de faire ses débuts en tant que réalisateur par Karl Spiehs, qui est directeur de production sur ce film. Contrairement à la tendance contemporaine consistant à incorporer du schlager actuels dans le Schlagerfilm, Nachmann charge le compositeur Werner Scharfenberger d'écrire des chansons entièrement nouvelles pour son film.
Le film est tourné dans le studio Sievering ainsi qu'à Salzbourg et au château de Hellbrunn notamment.